# Si salvi chi può! Arriva Dennis
Si salvi chi può! Arriva Dennis (Dennis and Gnasher) è una serie televisiva a cartoni animati prodotta da Collingwood O'Hare Studios e Hong Ying Animation e basato ai personaggi dei fumetti di The Beano.

## Personaggi
- Dennis
- Gnasher
- Mamma di Dennis
- Papà di Dennis
- Nonna di Dennis
- Faccione
- Ricciolo
- Walter
- Matilda
- Il Colonnello
- Il Sargento

## Episodi

### Stagione 1
1. Hair Today, Gone Tomorrow
2. The Day They Took Gnasher Away
3. Bathnight Club
4. Dennis Ahoy
5. Revenge of the Robot
6. Wanted!
7. Dennis and the Beanstalk
8. Unidentified Funny Object
9. Special Agent Dennis

### Stagione 2
1. Dennis and the Grown Ups
2. The Secret Diary
3. Gorilla Warfare
4. The Day TV was Banned
5. The Competition
6. Summer Holiday
7. Menace Power
8. Dennisaurus Rex
9. Skull & Crossbones